# 文斯·科洛斯莫
文斯·科洛斯莫（Vince Colosimo，1966年11月11日—）是澳大利亞的一位舞台、電影和電視演員，曾經獲得過澳大利亞影視藝術學院獎。他是一位義大利移民後裔，現在活躍在澳大利亞和美國的影劇圈。他已經結婚並且有一名女兒。